# 古東領左衛門
古東 領左衛門（ことう りょうざえもん、文政2年4月16日（1819年5月9日） - 元治元年7月20日（1864年8月21日））は、幕末の淡路国三原郡津井村（現兵庫県南あわじ市津井）の庄屋・豪農で天誅組のパトロン、勤皇の志士。

## 人物
古東家は琵琶湖の東岸に住む近江源氏の佐々木氏の流れを引く家系で、湖東が転訛して古東になったといわれている。領左衛門はその十一代目に当たり、父・萬次郎、母はとなりの湊里村の組頭庄屋菊川大兵衛の女。兄弟は男五人、女三人の八人。領左衛門は長子。幼名震太郎、諱は儒、字は高麻呂、衝山と号し、別に琴屋とも号した。琴屋とは古東家をもじったのである。
当時、古東家は田畑四十余町、山林七十町を有し、海運業も営む島内有数の富豪で、代々庄屋職に就いていた。
松本奎堂や藤本鉄石とは懇意であり、日ごろから勤皇志士達に財政的に援助を惜しまず、天誅組挙兵に際しては私財を全てつぎ込んだ。だが、連座して捕えられ、京・六角獄にて斬首の刑に処されている。
彼や長州の白石正一郎のような篤志家の豪農・豪商階級の存在がなければ、明治維新は成すことができなかったとも言える。
辞世の歌：君が為 思ひし事も 水の上の 泡と消えゆく 淡路島人
明治36年（1903年）、正五位を追贈された。